# Wilson (Oklahoma)
Wilson és una ciutat dels Estats Units a l'estat d'Oklahoma. Segons el cens del 2000 tenia 1.586 habitants.

## Demografia
Segons el cens del 2000, Wilson tenia 1.584 habitants, 625 habitatges, i 426 famílies. La densitat de població era de 107,5 habitants per km².
Dels 625 habitatges en un 31,4% hi vivien nens de menys de 18 anys, en un 52,2% hi vivien parelles casades, en un 11,4% dones solteres, i en un 31,8% no eren unitats familiars. En el 29,9% dels habitatges hi vivien persones soles el 17,9% de les quals corresponia a persones de 65 anys o més que vivien soles. El nombre mitjà de persones vivint en cada habitatge era de 2,45 i el nombre mitjà de persones que vivien en cada família era de 3,03.
Per edats la població es repartia de la següent manera: un 26,5% tenia menys de 18 anys, un 7,8% entre 18 i 24, un 23,9% entre 25 i 44, un 21,5% de 45 a 60 i un 20,2% 65 anys o més.
L'edat mediana era de 38 anys. Per cada 100 dones de 18 o més anys hi havia 84,5 homes.
La renda mediana per habitatge era de 22.667 $ i la renda mediana per família de 28.199 $. Els homes tenien una renda mediana de 29.063 $ mentre que les dones 17.619 $. La renda per capita de la població era d'11.258 $. Entorn del 15,4% de les famílies i el 20,8% de la població estaven per davall del llindar de pobresa.

## Poblacions més properes
El següent diagrama mostra les poblacions més properes.